# Реальне кохання
«Реальне кохання» (англ. Love Actually), також «Реальна любов» і «Справжнє кохання» — романтична кінокомедія 2003 року, режисерський дебют сценариста Річарда Кертіса.

## Сюжет
Сюжет складається з дев'яти історій, які розвиваються паралельно. Дія фільму відбувається наприкінці 2003 року, за 5 тижнів до Різдва. Кульмінація всіх сюжетів припадає на святвечір, коли дія фільму химерним чином переплітає між собою всіх персонажів. Основний сенс і основна фраза фільму: «Насправді любов є всюди» (Love Actually Is All Around). Головними героями картини є абсолютно всі персонажі, у фільмі немає ставки на участь головних героїв-зірок.
Розпочинається фільм з кадрів аеропорту Гітроу та закадрового голосу Г'ю Гранта, який розказує глядачеві, що кожного разу, коли йому стає смутно, він іде до цього аеропорту, і спостерігаючи за людьми, що зустрічають один одного, розуміє, що любов є всюди.

### Біллі Мак та Джої
Старий рокер Біллі Мак (Білл Наї), колись популярний, а зараз вийшов в тираж, повертається на сцену і записує рімейк старої романтичної пісні «Love is all around» («Любов всюди») групи The Troggs. В тексті пісні слово «любов» повсюдно замінюється на «Різдво». Сам Біллі настроєний скептично, епатажно веде себе в прямих теле- і радіоефірах і відверто називає свій новий сингл гімняним. Але він збирається вийти на перше місце в різдвяному хіт-параді, так що не зовсім зрозуміло: самокритика це чи тонкий піар. І його пісня таки перемагає у чарті. Під кінець фільму виявляється, що єдиний, кого любить Біллі — це його менеджер, єдина людина, що була з ним усе життя, і на кого він міг завжди покластися. Тож замість різдвяної вечірки у Елтона Джона Біллі приходить у гості до Джої та пропонує йому відсвяткувати Різдво разом, напитись та подивитися порнуху.

### Джульєт, Пітер та Марк
Весілля Джульєт (Кіра Найтлі) і Пітера (Чіветел Еджіофор) — одна з перших сцен фільму. Марк (Ендрю Лінкольн), найкращий друг Пітера, — головний його організатор і боярин, ретельно знімає всю церемонію на власну відеокамеру. Через деякий час з'ясовується, що якість офіційної весільної зйомки не найкраща, і Джульєт прохає Марка показати свою копію. Тут і виявляється, що весільна хроніка Марка складається головним чином з великих планів обличчя самої Джульєт, що безперечно може вказувати на наявні у нього почуття. В святвечір Марк під виглядом колядника приходить до дверей новоявленого подружжя й освідчується Джульєт в коханні, після чого просто йде геть зі словами «Досить».

### Деніел і Сем
Деніел (Ліам Нісон) — вітчим Сема (Томас Сенгстер), в них щойно померла мати (і дружина). Деніела дуже хвилює те, що Сем дуже мовчазний, він думає, що той побивається через смерть матері. Але виявляється, що ще до її смерті хлопчина закохався у дівчинку зі своєї школи, яку звати також, як і його маму — Джоанна(Олівія Олсон). Вітчим допомагає хлопчині привернути увагу дівчини, ставши Сему найкращим другом.

### Гаррі, Карен і Міа
Гаррі (Алан Рікман), керівник рекламного агентства, людина в літах і сім'янин з дружиною та двома дітьми, переживає кризу після-середнього віку, мордується від біса в ребрі, коли його секретарка Міа (Хайке Макач) намагається його звабити. Він піддається її відвертим залицянням і купує їй на Різдво золотий кулон. Тим часом його дружина Карен (Емма Томпсон) дуже зайнята підготовкою до Різдва: намагається побалакати з своїм братом прем'єр-міністром Девідом (Г'ю Грант), допомагає в постановці шкільної різдвяної п'єси для своїх дітей, а також допомагає своєму другу Деніелу (Ліам Нісон), який переживає смерть дружини. Карен знаходить дороге намисто в кишені пальто Гаррі і щасливо припускає, що це різдвяний подарунок для неї. Коли настає час відкрити подарунки, Карен бере коробку, в якій, як вона припускає, знаходиться намисто, але там виявляється музичний диск Джоні Мітчелл. Та жінка знаходить у собі сили не розривати шлюб, щоб не травмувати дітей, але стосунки з чоловіком назавжди зіпсовані.

### Джон і Джуді
Джон (Мартін Фріман) і Джуді (Джоанна Пейдж) працюють студійними замінниками (stand-ins) у фільмах з відвертими сценами. Попри те, що по ходу праці їм доводиться повністю оголитись і навіть імітувати сексуальні акти, вони сильно соромляться один одного і дуже боязко і сором'язливо намагаються потоваришувати. У фінальній сцені в аеропорту вони вже подружжя.

### Наталі і Девід
Прем'єр-міністр Великої Британії Девід (Г'ю Грант) відчуває, що йому симпатизує його помічниця Наталі (Мартін МакКатчен), та й сам він до неї небайдужий. Девід не в захваті від своїх почуттів і звільняє Наталі, заставши її в двозначній ситуації з президентом США (Біллі Боб Торнтон). Але в святвечір після прочитання листівки від неї, де вона зізнається йому у коханні, кидає все і з охороною і машиною супроводу кидається шукати Наталі, знаючи тільки район і назву вулиці.

### Сара і Карл
Сара (Лора Лінні) і Карл (Родріго Санторо) три роки працюють в одній фірмі, симпатичні один одному, але ніяк не наважуються познайомитись ближче. Директор фірмі Гаррі (Алан Рікман) буквально підштовхує Сару зізнатися Карлу. На корпоративній вечірці Карл запрошує Сару на танець, вони цілуються і після вечірки їдуть до Сари додому. Начебто все чудово, але у Сари є брат-шизофренік, який постійно потребує від неї уваги, негайної, часу на особисте життя це не дає. Піклуванню про брата вона поклала своє життя, і стосунки в це життя не влазять. Сара не може переступити через свою любов до брата щоб бути щасливою самій, Різдво вона зустрічає з ним.

### Колін, Тоні, Стейсі, Джанін, Керол-Ен, Ґерієт та Карла
Ловелас-невдаха Колін (Кріс Маршалл), який не має успіху у «фригідних» англійок, їде на 2 місяці в США, де, як він вважає, всі американські дівчата будуть його тільки завдяки його британському акценту. Його друг Тоні скептично ставиться до цієї ідеї. Але все відбувається, як і думав Колін. Додому він повертається з красунею-американкою, яка привозить і свою кузину, яка з перших же секунд каже очманілому Тоні, який зустрічав їх у аеропорті, що той дуже класний.

### Джеммі і Аурелія
Випадково повернувшись додому, письменник Джеммі (Колін Ферт) застає свою подругу у ліжку з його власним братом. Джеммі їде в Францію писати новий детектив. Господарка будинку, який він наймає, рекомендує йому в домоправительки португалку Аурелію (Лусія Моніц). Аурелія не знає ні слова по-англійськи, а Джеммі по-португальськи, але тим не менш між ними спалахує почуття. Повернувшись в Англію, Джеммі починає вивчати португальську, і на Різдво у пориві їде в Португалію прохати руки Аурелії. Він освідчується їй португальською у кафе, де вона працює офіціанткою, перед всіма відвідувачами, та половиною її вулиці, включно з сестрою та батьком, які і привели Джеммі до Аурелії. Аурелія відповідає йому згодою англійською.

### Руфус
Руфус другорядний, але значимий персонаж фільму, зіграний Роуеном Аткінсоном, продавець прикрас в торговельному центрі, чия скрупульозність в оформленні різдвяного подарунку призводить до того, що Гаррі не встигає купити кулон для Мії до приходу його дружини. І він же у аеропорті відволікає контролера, так що Сем має можливість побігти до Джоани, яка вже пройшла контролі.
Цей персонаж схожий на якогось ангела-охоронця, його місце у фільмі — це доглядати за іншими персонажами.

### Епілог
В епілозі за місяць після Різдва майже всі персонажі фільму перебувають у все тому ж аеропорті Хітроу, з якого і почався фільм. Фінальними сценами фільму є кадри багатьох людей, що обнімаються зі своїми близькими в аеропорті.

## Зв'язок персонажів

Зв'язки персонажів фільму один з одним

Карен — сестра Девіда.
Сара і Карл — співробітники в фірмі Гаррі.
Діти Гаррі навчаються в одній школі з пасинком Деніела, племінником (або братом) Джона і племінниками і племінницями Наталі.
Міа живе в сусідньому з Наталі будинку.
Пітер, Марк і Джульєт — друзі Джеммі.
Джон і Джуді — друзі Пітера, Марка і Джеммі.
Асистент режисера фільму, де знімалися Джон і Джуді — друг Коліна.
Для корпоративної різдвяної вечірки Міа знімає студію Марка.
Коліна наймають офіціантом на весілля Пітера і Джульєт. У числі гостей Сара, яку Колін спочатку намагається склеїти.
Карен — подруга Деніела.
Батько Наталі — друг Деніела. (Це видно з його присутності на похороні дружини Деніела і з видалених епізодів).
Більшість персонажів дивляться передачі з Біллі Маком чи його кліпи по телевізору.

## Актори та ролі
| Роль                  | Актор             | Примітка |
| --------------------- | ----------------- | -------- |
| Біллі Мак             | Білл Наї          |          |
| Джої                  | Грегор Фішер      |          |
| Джульєт               | Кіра Найтлі       |          |
| Пітер                 | Чиветел Еджіофор  |          |
| Марк                  | Ендрю Лінкольн    |          |
| Деніел                | Ліам Нісон        |          |
| Сем                   | Томас Сенгстер    |          |
| Джоанна               | Олівія Олсон      |          |
| Карол, матір-одиначка | Клаудія Шифер     |          |
| Гаррі                 | Алан Рікман       |          |
| Міа                   | Хайке Макач       |          |
| Карен                 | Емма Томпсон      |          |
| Джон                  | Мартін Фрімен     |          |
| Джуді                 | Джоанна Пейдж     |          |
| Девід                 | Г'ю Грант         |          |
| президент США         | Біллі Боб Торнтон |          |
| Наталі                | Мартін МакКатчен  |          |
| Сара                  | Лора Лінні        |          |
| Карл                  | Родріго Санторо   |          |
| Міхаель, брат Сари    | Майкл Фицджералд  |          |
| Колін                 | Кріс Маршалл      |          |
| Тоні                  | Абдул Селіс       |          |
| Стейсі                | Івана Миличевич   |          |
| Джанін                | Дженьюері Джонс   |          |
| Керол-Ен              | Еліша Катберт     |          |
| Ґерієт                |                   |          |
| Карла                 | Деніз Річардс     |          |
| дівчина Джеймі        | Сіенна Ґілорі     |          |
| Джеммі                | Колін Ферт        |          |
| Аурелія               | Лусія Моніц       |          |
| Руфус                 | Роуен Аткінсон    |          |

## Саундтрек
Саундтрек до фільму написав і склав Крейг Армстронг.
Саундтрек включає в себе:
- Kelly Clarkson — «The Trouble with Love Is»
- Dido — «Here with Me»
- Maroon 5 — «Sweetest Goodbye / Sunday Morning»
- Norah Jones — «Turn Me On»
- Wyclef Jean and Sharissa — «Take Me As I Am»
- Єва Кессіді — «Songbird»
- The Calling — «Wherever You Will Go»
- Girls Aloud / The Pointer Sisters в США — «Jump (for My Love)»
- Joni Mitchell — «Both Sides Now»
- Lynden David Hall — «All You Need Is Love»
- The Beach Boys — «God Only Knows»
- Texas — «I'll See It Through»
- Sugababes — «Too Lost in You»
- Otis Redding — «White Christmas»

Музика з вирізаних сцен (не була включена в саундтрек):
- Scott Walker — «Joanna»

У версію для Великої Британії були також включені композиції Крейга Армстронга «PM's Love Theme» і «Sometimes». Також в саундтрек не були включені пісні «Wherever You Will Go» від The Calling, «Puppy Love» від Paul Anka, і «Bye Bye Baby» від The Bay City Rollers, які ми чули у фільмі.

## Цікаві факти
- Однією з причин, чому режисер Річард Кертіс вирішив зняти саме такий фільм, було те, що на зйомки кожного романтичної кінострічки у нього йшло по 3—4 роки — таким чином йому не вистачило б життя, щоб реалізувати всі свої задуми, і він вирішив поєднати одразу кілька фільмів в один і подивитися, як це у нього вийде.
- Працівник магазину, який продає Гаррі дороге намисто, — камео Роуена Аткінсона, легендарного Містера Біна, одним з творців якого є Річард Кертіс
- Улюблена приказка Деніела — «Коли я познайомлюся з Клаудією Шифер». Після новорічного концерту в школі він знайомиться з Керол, матір'ю-одиначкою, яку грає сама Клаудія Шифер.
- Гонорар Клаудії Шифер за роль тривалістю близько хвилини склав 200 000 фунтів стерлінгів[3].
- На прес-конференції з нагоди переговорів, які пройшли між прем'єр-міністром Великої Британії і президентом США, відповідаючи на одне із запитань журналістів, Девід, жартуючи, згадує книгу «Гаррі Поттер» у списку досягнень Великої Британії. Актори, які виконали ролі сестри Девіда Карен (Емма Томпсон) та її чоловіка Гаррі (Алан Рікман), брали участь у зйомках фільмів про Гаррі Поттера: вони грали професорів Сивілу Трелоні та Северуса Снейпа.
- Тривалість вирізаних епізодів склала приблизно 80 хвилин.
- У результаті монтажу було вирізано три сюжетні лінії.

## Нагороди та номінації
- Alexander Korda Award for Best British Film (номінація)
- BAFTA Award for Best Actor in a Supporting Role (Білл Нагі, переміг)
- BAFTA Award for Best Actress in a Supporting Role (Емма Томпсон, номінація)
- Golden Globe Award for Best Motion Picture — Musical or Comedy (номінація)
- Golden Globe Award for Best Screenplay (номінувався)
- Empire Award for Best British Film (переміг)
- Empire Award for Best British Actress (Емма Томпсон, перемогла)
- Empire Award for Best Newcomer (Мартін МакКатчен, переміг)
- Empire Award for Best Newcomer (Ендрю Лінкольн, номінація)
- Evening Standard British Film Award for Best Actress (Емма Томпсон, перемогла)
- Evening Standard Peter Sellers Award for Comedy (Білл Нагі, переміг)
- European Film Award for Best Actor (Х'ю Грант, номінація)
- European Film Award for Best Director (Річард Кертіс, номінація)
- London Film Critics Circle Award 2003 for Best British Supporting Actor (Білл Нагі, переміг)
- London Film Critics Circle Award for Best British Supporting Actress (Емма Томпсон, перемогла)
- Los Angeles Film Critics Association Award for Best Supporting Actor (Білл Нагі, переміг)
- Satellite Awards|Satellite Award for Best Supporting Actor, Musical or Comedy (Білл Нагі та Томас Сенгстер, номінація)
- Satellite Award for Best Supporting Actress, Musical or Comedy (Емма Томпсон, номінація)